# Бреннеро
Бреннеро (італ. Brennero) — муніципалітет в Італії, у регіоні Трентіно-Альто-Адідже,  провінція Больцано.
Бреннеро розташоване на відстані близько 580 км на північ від Рима, 110 км на північ від Тренто, 60 км на північ від Больцано.
Населення — 2130 осіб (2014).

## Демографія
Населення за роками:

Станом на 1 січня 2023 року в муніципалітеті офіційно проживало 412 іноземців з 37 країн, серед них 89 громадян країн Євросоюзу та 23 громадяни України.

## Сусідні муніципалітети
- Гріс-ам-Бреннер
- Гшніц
- Нойштіфт-ім-Штубайталь
- Обернберг-ам-Бреннер
- Рачинес
- Валь-ді-Віцце
- Віпітено